# Wartburgstimmen

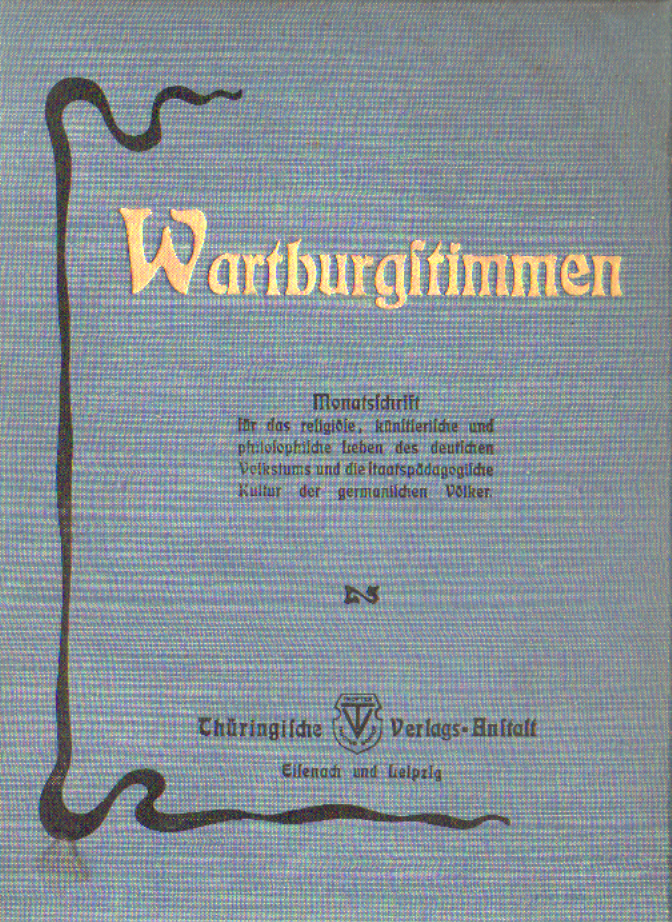
Buchcover des 1. Bandes (1903)

Die Wartburgstimmen war eine halbmonatlich erscheinende Literatur- und Kulturzeitschrift („für das religiöse, künstlerische und philosophische Leben des deutschen Volkstums und die staatspädagogische Kultur der germanischen Völker“), die 1903 und 1904 in Eisenach erschien. 
Sie wurde von Ernst Clausen redigiert. Als Herausgeber wurde Hans K.E. Buhmann genannt.
Zu ihren Autoren gehörten Karl Bleibtreu, M. Christlieb, Marie Diers, Arthur Drews, Theodor Ebner, W. Grimm, Max F. Hecker, O. Kieser, J. G. Meyer, Otto Sichardt, Bernhard Ludwig Suphan, Friedrich Wiegershaus u. a. m.
Inhaltlich tendierte die Reihe zu deutsch-nationalen Themen. Einen Schwerpunkt bildet die Thüringische Bildungspolitik.
Als ständige Rubriken finden sich die Themen:
- Religiöse Kultur
- Künstlerische Kultur
- Staatspädagogische Kultur
- Singen, Sagen und Kunde
- Wissen und Weisheit (Philosophische Kultur)
- Redehalle (Thüringische Theaterkunst)
- Bücher und Freunde (Buch-Rezensionen)
- Zuschriften

Eine dem 3. Heft des 1. Jahrgang (1903) beigefügte Kurzfassung einer 1902 separat erschienenen sechzehnseitigen Denkschrift des Herausgebers Hans K.E. Buhmann zur inhaltlichen Ausrichtung der Wartburgstimmen zeigt klar dessen stark rassistische Geisteshaltung und deutsch-nationale Bekenntnisse.
Die Zeitschrift ging zusammen mit Ernstes Wollen in Deutsche Kultur auf, die ab 1905/06 erschien und mit dem dritten Jahrgang 1907/08 ihr Erscheinen einstellte.